# فراسینه
فراسینه (به ایتالیایی: Frassine) یک منطقهٔ مسکونی در ایتالیا است که در مونته‌روتوندو ماریتیمو واقع شده‌است. فراسینه ۵۳ نفر جمعیت دارد و ۱۶۸ متر بالاتر از سطح دریا واقع شده‌است.